# Georgios Pilavachis
Georgios Pilavachis (griechisch Γεώργιος Πιλαβαχης; * im 19. oder 20. Jahrhundert; † im 20. oder 21. Jahrhundert) war ein griechischer Wasserballspieler.

## Karriere
Pilavachis nahm an den Olympischen Spielen 1920 in Antwerpen teil. Hier erreichte er mit der griechischen Nationalmannschaft den sechsten Rang.